# Park Wan Suh
Park Wan Suh   (Gapyeong, 20 d'octubre de 1931 - Guri, 22 de gener de 2011) fou una escriptora sud-coreana.

## Biografia
Park Wan Suh nasqué al 1931 a Gaepung-gun, província de Gyeonggi-do, en el que ara és Corea del Nord. Entra a la Universitat Nacional de Seül, però l'hagué de deixar a causa de la Guerra de Corea i la mort del seu germà. Durant la guerra, l'exèrcit de Corea del Nord la separà de la seua mare i del seu germà quan els portà a Corea del Nord. Ella visqué en un poble anomenat Achui, a Guri, als afores de Seül, fins a la seua mort. Park va morir el 22 de gener de 2011 de càncer.

## Obra
Park Wan Suh publicà la primera obra, L'arbre nu, el 1970, quan tenia 40 anys. La seua obra, però, cresqué ràpidament i al 2007 havia escrit quinze novel·les i deu reculls de relats curts. És admirada a Corea i ha guanyat premis literaris com el Yi Sang de 1981, el Premi de Literatura Coreana de 1990 i el Dong-in al 1994. Destaca per fer una dura crítica a la classe mitjana. Potser l'exemple més clar n'és el relat "La incubadora de somnis", en el qual una dona és forçada a avortar fins que té un fill home. Les seves obres més conegudes a Corea són Un mal any a la ciutat, Vesprades que trontollen, L'hivern d'aquell any fou càlid i Encara somies?